# 重庆市涪陵第五中学校
重庆市涪陵第五中学校（简称“涪陵五中”）始肇于1903年，是四川省首批重点中学，重庆直辖后成为重庆市首批重点中学。

## 历史
学校前身为创建于1903年的官立模范高等小学堂，先后经历了涪陵县立初级中学、涪陵县第五初级中学校、四川省涪陵第五中学校、重庆市涪陵第五中学校等10多个发展阶段。

## 规模
重庆市涪陵第五中学校占地320亩，分高中部、初中部、国际部。